# Tudicla
Tudicla is een geslacht van weekdieren uit de klasse van de Gastropoda (slakken).

## Soort
- Tudicla spirillus (Linnaeus, 1767)